# Bácsalmás
Bácsalmás là một thành phố thuộc hạt Bács-Kiskun, Hungary. Thành phố này có diện tích 108,32 km², dân số năm 2010 là 6949 người, mật độ 64 người/km².